# Barry Allen
Bartholomew Henry "Barry" Allen è un personaggio dei fumetti statunitensi pubblicati da DC Comics. Creato da Gardner Fox e Robert Kanigher (testi) e da Carmine Infantino (disegni) nel 1956, sotto la direzione di Julius Schwartz, è la seconda e più famosa incarnazione di Flash, generalmente considerato il primo supereroe della Silver Age. Ha debuttato su Showcase n. 4 (ottobre 1956).

## Storia editoriale
Barry Allen, meglio noto come Flash, fu il primo sintomo di cambiamento che portò alla silver age dei comics. Venne creato nel 1955 e fu il primo supereroe che la DC presentò dopo tanto tempo, dimostrando che il genere conservava ancora il suo potenziale. Visto il suo successo l'editore decise di recuperare alcuni eroi della Golden Age e assegnare loro nuove identità modernizzandoli, ma mantenendo più o meno gli stessi poteri dei loro predecessori. Barry Allen fu il primo di questi e fece uno strepitoso successo, era quindi ufficiale che i fumetti di genere supereroistico godevano nuovamente dei favori del pubblico. Iniziò così l'epoca della ribalta dei comics di questo genere, ed è così che ebbe inizio quell'era dei fumetti supereroici che viene definita come Silver Age, età in cui nacque tra l'altro la casa editrice Marvel Comics.

### In italiano
In lingua italiana le avventure del personaggio sono state tradotte su varie testate e pubblicate da diversi editori nel corso degli anni. Dal 2006 al 2011 è l'editore spagnolo Planeta DeAgostini a proporre le versioni italiane delle sue storie. Dal 2012 la Rw Lion ha preso diritti della DC Comics pubblicando le storie di Flash fino al passaggio dei diritti della MARVEL

## Biografia del personaggio

### Origini
Barry Allen è un brillante studente di chimica, noto a tutti sia per la sua bravura in questo campo che per il suo essere perennemente in ritardo, specie se assorto in qualche esperimento scientifico o nella lettura del suo fumetto preferito, Flash.
La sua voglia di seguire le orme di Flash lo spinge ad arruolarsi nella polizia scientifica, combattendo il crimine a modo suo. Un giorno incontra Iris West, donna insaziabilmente curiosa e dal grande carisma, che si innamora di lui. I due si fidanzano, ma un giorno accade qualcosa di inaspettato: in laboratorio, Allen viene investito da alcuni prodotti chimici caduti da uno scaffale per colpa di un fulmine. Stordito e incredulo per lo strano incidente, Allen esce per tornare a casa. D'improvviso, cercando di raggiungere un taxi, scopre di correre più veloce dell'auto che sta inseguendo. Subito dopo capisce che la sua velocità sovrumana è un effetto della reazione combinata tra il fulmine e i prodotti chimici che lo hanno colpito in laboratorio.
Barry si appresta a raccontare tutto alla sua futura moglie, ma poi si rende conto di quanto ciò possa essere pericoloso per lei e quindi decide di tacere.
Il fatto di possedere l'ipervelocità cambia drasticamente la sua vita: egli inizia infatti a mettere il proprio potere al servizio dell'umanità e a combattere il crimine, mettendo a punto tecniche particolari, come quella di correre così veloce da poter camminare in verticale sui muri o di passare attraverso gli oggetti vibrando a particolari frequenze.
Barry sceglie subito di assumere l'identità di Flash in onore del suo eroe preferito, però cambiandone drasticamente il costume (gli autori che crearono Barry Allen modernizzarono infatti il concetto di "Velocista Scarlatto", conferendogli un aspetto più vistoso).

### I Flash dei due mondi

Flash insieme a Jay Garrick sulla copertina di Flash dei due mondi

Con suo enorme stupore un giorno Barry scoprì che il suo eroe d'infanzia, Jay Garrick, non era un personaggio di fantasia, ma una persona reale, che viveva in una dimensione parallela alla nostra.
Questa situazione illogica e paradossale verrà poi spiegata dal fatto che la Terra su cui vive il Flash della Golden Age, detta Terra 2, è in un altro universo parallelo rispetto a quello di Barry e degli altri eroi della Silver Age; infatti lo stesso Barry Allen scopre, durante il suo incontro con Garrick (avvenuto sulle pagine di Flash dei due mondi, pubblicato nel 1961) che lo scrittore delle storie del primo Flash nel sonno si connetteva telepaticamente a Terra due.
Barry affiancherà e sostituirà in parte Jay Garrick, suo predecessore, eguagliandolo in velocità e superandolo in forza. A differenza di Garrick, la cui velocità gli conferisce l'invisibilità, l'incredibile rapidità di Allen gli permette di passare attraverso gli oggetti.
Eccellendo in materie come chimica e fisica, il giovane Barry Allen riesce a creare un gas che riusciva a restringere o a espandere la stoffa, in modo da poter portare sempre con sé il costume, compresso dentro un anello.
Divenne socio fondatore della Justice League of America dove strinse amicizia soprattutto con Hal Jordan, il Lanterna Verde della Silver Age; tra i due nacque subito una particolare intesa, Barry Allen e Hal Jordan furono infatti i primi a rivelare la propria identità ad un proprio compagno di squadra.
Come molti supereroi dell'epoca, anche Allen aveva un "sidekick": Kid Flash, che altri non era che suo nipote acquisito, Wally West, su cui aveva visto ripetere lo stesso incidente che anni prima gli diede i suoi poteri. Wally affiancò Barry per molti anni, fino a quando non andò per la sua strada assieme ai Teen Titans.

### L'assassinio del Professor Zoom
Anche i supercriminali cominciarono ad apparire: Barry combatté contro nemici come Capitan Cold, Heat Wave, Abra Kadabra, Trickster, Gorilla Grodd e Capitan Boomerang. Ma il suo letale nemico è il Professor Eobard Thawne, nato nel XXX secolo e ossessionato dalla vita di Barry Allen, voleva essere il Flash della sua epoca; fu per questo motivo che riprodusse il bagno chimico con il quale Barry acquisì i suoi poteri, acquisendoli a sua volta. Assunse il nome di battaglia di Professor Zoom e tornò indietro nel tempo causando il caos nella vita di Barry, finché un giorno tornò dalla sua epoca e uccise sua moglie Iris, alla quale nel frattempo Barry aveva rivelato di essere Flash. Il professor Zoom, detto anche l'"Anti-Flash" era forte e veloce come Barry ma più spregiudicato e sprezzante del pericolo. Però un fattore giocava a suo vantaggio: con la sua conoscenza del futuro sapeva cosa sarebbe successo. Dopo aver ucciso sua moglie, Barry lo inseguì attraverso il tempo finché un tunnel temporale non gli portò via la vendetta.
Sebbene non riuscisse a dimenticare Iris, Allen, dopo alcuni anni, incontra Fiona Webb, con cui intreccia una nuova relazione. Alla vigilia delle nozze, il professor Zoom riappare e tenta di uccidere la futura signora Allen. Per fermarlo, Barry è costretto a ucciderlo, e per questo viene processato. Quando è costretto a rivelare la propria identità in pubblico, si sottopone a una plastica facciale così da risultare irriconoscibile. Kadabra, tornato dalla sua dimensione, ipnotizza la giuria per condannare Barry. Ma una rediviva Iris West lo aiuta affinché venga assolto. Iris era riuscita a sopravvivere perché una frazione di secondo prima della sua morte, i suoi genitori, provenienti dal futuro, avevano ingabbiato la sua energia vitale in un suo perfetto clone così da farla "rivivere". La loro vita ricomincia normalmente, ma nel XXX secolo.

### La morte
Infatti Barry e Iris si trasferiscono per un po' in quell'epoca ed è proprio allora che Allen incontra la sua fine. L'Anti-Monitor, un distruttore di dimensioni, si voleva impossessare di tutto il creato riplasmandolo a suo piacere. L'unica maniera per fermarlo era quella di distruggere il cannone anti-materia, da dove attingeva energia. Barry sapeva che avrebbe dovuto correre più di quanto non avesse mai fatto. Quando dovette scegliere se vivere o morire non esitò: corse sempre più velocemente da fare collassare il cannone su sé stesso, scomparendo fisicamente, lasciando solo il suo costume vuoto come prova della sua esistenza. Questo eroico sacrificio è narrato nella saga Crisi sulle Terre infinite.
La sua eredità però non è andata dispersa: suo nipote Wally, commosso dal suo coraggio e dall'altruismo che lo ha sempre contraddistinto, ha deciso di proseguire la sua opera, diventando il terzo Flash.
Sua moglie Iris, nel futuro, diede alla luce due figli, Donald e Dawn: il primo ebbe a sua volta un figlio, Bart Allen, che verrà mandato nel XX secolo dalla nonna per imparare da Wally e Jay a gestire i propri poteri; anche Bart contribuirà a mantenere alto il nome degli Allen, indossando per un certo periodo il costume di Flash che fu del suo glorioso nonno.

### Il ritorno

Flash insieme alla Justice League of America

Nel secondo numero del crossover Crisi finale, Barry Allen ritorna dal mondo dei morti per cercare di prevenire la morte di Orion, al fianco del nipote Wally West. Si riunisce all'amata moglie, Iris West, e riesce a baciarla liberandola dall'Equazione Anti-Vita. Insieme, i due Flash (Barry Allen e Wally West) tentano di fermare Darkseid prima che la sua presenza sulla Terra distrugga la realtà.
Sconfitto Darkseid, Barry Allen torna dunque alla sua vita di sempre, riprendendo il suo vecchio lavoro alla polizia scientifica di Central City. La sua assenza in tutti questi anni è stata spiegata dicendo che Barry è stato sotto il programma protezione testimoni.
Sembra che il motivo per il quale Allen sia tornato dall'aldilà sia in realtà il suo vecchio nemico, il Professor Zoom, che ha attinto alla Forza della velocità per resuscitarlo allo scopo di trasformarlo nel nuovo Flash Nero. Zoom ha rivelato a Barry che fu lui a uccidere sua madre quando Barry era bambino: Thawne tornò indietro nel tempo per vendicarsi di Allen ancor prima che questi divenisse Flash. Grazie agli sforzi congiunti di Wally, di Jay Garrick, del redivivo Max Mercury e del nipote Bart, Barry riesce a sconfiggere Zoom e ad imprigionarlo.
Col ritorno alla vita di Flash/Barry Allen, i suoi vecchi nemici (Capitan Cold, Mirror Master, Trickster e il Mago del Tempo) stanno organizzandosi per attuare un antico piano ordito da Sam Scudder nel caso il Velocista Scarlatto tornasse in vita.

### La notte più profonda
Mentre si trovava a Gotham City col suo amico Hal Jordan, i due subiscono l'aggressione da parte del loro vecchio amico e compagno d'armi Martian Manhunter, resuscitato come Lanterna Nera: in questo stato, J'onn è immune anche al suo vecchio tallone d'Achille, il fuoco, e i due leaguers sembrano non poterlo sconfiggere. In seguito riescono a sfuggire allo scontro, e Flash decide di rimanere sulla Terra ad aiutare gli altri eroi quando Jordan parte per il cosmo per trovare alleati tra i vari Corpi delle Lanterne. Più tardi, dopo il ritorno di Hal sulla Terra, lo salva dalla trasformazione in Lanterna Nera portandolo due secondi nel futuro ed interrompendo la trasmissione degli anelli. Quando poi i Corpi attivano il protocollo d'emergenza per salvarsi dalla Notte più profonda, Barry diventa momentaneamente una Lanterna Blu per la sua capacità di ispirare speranza, ma nemmeno ciò basterà a fermare la minaccia. Verrà infine trasformato in Lanterna Bianca per sconfiggere Nekron assieme agli altri membri della Justice League, stavolta con successo.
Al termine della saga, il suo storico nemico Professor Zoom ritorna in vita per volere dell'Entità della vita.
Più tardi, Barry indagherà con Hal Jordan per saperne di più sul potere bianco dello Spettro Emozionale. Verrà posseduto brevemente da Parallax, l'entità della paura, venendo poi liberato da Proselito, l'entità della compassione.

### Flashpoint

Flash sulla copertina di Flashpoint

Un giorno, Barry si risveglia totalmente depotenziato nel suo laboratorio di criminologia, sua madre è ancora viva mentre Iris è sposata con un altro uomo. Nel tentativo di capire cosa gli sia successo, raggiunge Batman, scoprendo di trovarsi in un universo alternativo: questo Cavaliere Oscuro, infatti, è Thomas Wayne, padre di Bruce, deceduto a Crime Alley per mano di Joe Chill. Barry comprende che l'Anti-Flash, Eobard Thawne, deve aver modificato la storia, e dopo aver riguadagnato i suoi poteri, si unisce a Batman e Cyborg per trovarlo. Nel frattempo, dovrà cercare Kal-El (tenuto prigioniero dal governo) per interrompere una guerra nucleare tra Atlantide e Themyscira. Durante la battaglia tra le due fazioni, a Londra, Barry incontra Thawne, che gli rivela che è stato proprio lui a cambiare la storia, volendo impedire la morte di sua madre. Quando sta per essere ucciso dal suo storico nemico, però, Batman si intromette e perfora Professor Zoom con una lancia, eliminandolo. Flash torna indietro nel tempo, impedendo a sé stesso di salvare sua madre, e ripristina il precedente universo, seppure con alcune differenze.

### The New 52
Con l'iniziativa editoriale The New 52 si è operato un reboot di tutte le storie e dei personaggi dell'universo DC Comics, compreso Flash. All'inizio del primo numero del nuovo corso Barry Allen è fidanzato con Patty Spivot, sua collega in polizia con cui andrà a convivere, mentre Iris West per lui è solo un'amica con cui un appuntamento non è andato bene. In questa nuova era editoriale Barry Allen acquisisce i suoi poteri sostanzialmente nello stesso modo e si ritrova ad affrontare Manuel Lago (un suo vecchio amico braccato dai propri cloni), Capitan Cold con tutta la banda dei nemici, Gorilla Grodd e Anti-Flash.
Per quanto riguarda i poteri di Flash/Barry Allen in seguito al reboot, oltre a quelli classici di muoversi ad una velocità supersonica e far vibrare i suoi atomi per passare attraverso gli oggetti solidi, si pone l'accento soprattutto sull'abilità di "pensare velocemente". Caratteristica che permetterà più volte a Flash/Barry Allen di calcolare ogni variabile di un evento e prendere la decisione più opportuna.

### Rinascita
Con l'evento Rinascita (Rebirth), Flash si ricorda del suo vecchio pupillo Wally West, alias Kid Flash, dopo che quest'ultimo è uscito dalla forza della velocità (ne era rimasto imprigionato successivamente agli eventi di Flashpoint, e a causa di questo nessuno, compreso Flash, ne ricordava l'esistenza). In seguito alla tempesta di velocità causata dal Buco Nero conoscerà Meena Dhawan, una velocista i cui poteri si sono sviluppati a causa della tempesta, con cui inizia una relazione. Inoltre "assume" come nuovo partner August, un amico che ha avuto un incidente simile al suo, e che lo ha trasformato in un velocista. Dopo poco tempo fa la sua comparsa il criminale Godspeed, un velocista vestito di bianco che sta debellando tutti i nuovi velocisti di Central City, e li uccide prosciugandoli della forza della velocità, allo scopo di diventare più veloce. Mentre Barry indaga sul caso, Godspeed uccide apparentemente Meena, e Flash intuisce che Godspeed è in realtà August. Aiutato dal nuovo Kid Flash, dopo che quello vecchio ha nuovamente assunto l'identità di Flash, Barry affronta August, che gli spiega il motivo della sua crociata per diventare più veloce: vuole estirpare il male dal mondo uccidendo i criminali. Dopo un inseguimento disperato in cui Godspeed ha cercato di raggiungere Iron Heights per uccidere la nemesi di Barry, Eoboard Thawne (alias Professor Zoom), Flash riesce a fermarlo e incarcerarlo. I due hanno un breve colloquio in cui Barry rivela che l'uomo che August ha ucciso brutalmente non è l'assassino di suo fratello (morto a causa di un altro criminale, e la cui scomparsa ha fatto crescere in August un profondo senso di vendetta), e che ha dunque ucciso un "innocente". Mentre Flash ripensa all'accaduto, il residuo della velocità di Meena sussurra "grazie" all'orecchio di Barry, per poi svanire nel nulla. Successivamente Flash dovrà combattere contro le ombre ormai scatenate e fuori controllo dell'Ombra, sventare l'ultimo grande piano dei Nemici (che hanno l'intenzione di andarsene dalla città dopo aver effettuato un enorme, ultimo e memorabile colpo), e scontrarsi con il Buco Nero, tutto questo mentre inizia una nuova relazione seria con Iris West e addestra Kid Flash nella sua nuova carriera di supereroe.

## Poteri ed abilità
Il bagno chimico dette a Barry un collegamento con la Forza della velocità, che gli consente una velocità che supera sette volte quella della luce. Vibrando a particolari frequenze può diventare intangibile (per restarvi mentre oltrepassa un oggetto dovrebbe possedere un controllo completo sul movimento delle sue molecole). Correndo sul tapis roulant cosmico può convertire la velocità in vibrazioni, quest'ultime gli permettono di vibrare ad una frequenza tale da viaggiare nel tempo e\o nelle altre dimensioni. Può far esplodere qualsiasi cosa contenga atomi facendo vibrare quest'ultimi fino a distruggere l'oggetto che compongono. Quando Barry sferra un pugno mentre va a velocità della luce la velocità si trasforma in massa, permettendogli di sferrare un pugno di massa infinita che di conseguenza provoca un danno infinito. Roteando il braccio a super-velocità può creare una corrente d'aria molto forte, quando gira in tondo riesce a creare un tornado.
Tutte le sue abilità fisiche e mentali sono velocizzate (anche la crescita dei muscoli) ma la Forza della velocità dà un effetto secondario che permette ad un velocista di invecchiare lentamente.
Egli possiede capacità mentali iper-velocizzate, poiché percepisce il mondo a rallentatore (gli provoca noia aspettare che una persona finisca di parlare).
Grazie all'attrito generato in corsa, Barry può anche bruciare il terreno oppure fondere un oggetto toccandolo. Inoltre possiede un'aura che durante la corsa lo protegge dall'estrema frizione con l'aria.

## Altre versioni

### Il ritorno del Cavaliere oscuro
Ne Il Cavaliere oscuro colpisce ancora, seguito della miniserie di Frank Miller Il ritorno del cavaliere oscuro, Barry Allen è prigioniero di Lex Luthor, che lo costringe a correre in una ruota, come se fosse un criceto, per fornire elettricità alla nazione. Liberato da Catgirl (Carrie Kalley) si unisce al gruppo di Batman.

### Vendicatori/JLA
In Vendicatori/JLA Barry è uno dei protagonisti della storia e sconfigge Quicksilver, il velocista della Marvel Comics.

### Amalgam
Barry Allen si fonde con Johnny Blaze (alter ego di Ghost Rider) e ad Etrigan dando vita a Blaze Allen, spericolato stuntman che si tramuta in Speed Demon, creatura infernale dell'universo Amalgam.

## Altri media

### Televisione
- Barry Allen fu l'incarnazione di Flash prescelta come protagonista della serie televisiva Flash, malgrado all'epoca, nei primi anni novanta, nelle storie a fumetti il suo costume fosse indossato da Wally West già da diversi anni.
- Nella serie televisiva Smallville, Bart Allen possiede dei documenti falsi a nome di Barry Allen, Wally West e Jay Garrick.
- Barry Allen è uno dei personaggi più importanti dell'Arrowverse, nel quale è interpretato da Grant Gustin: il personaggio esordisce nella seconda stagione di Arrow; in seguito, diviene protagonista dello spin-off The Flash, facendo anche delle apparizioni nelle altre due serie televisive Supergirl e Legends of Tomorrow.

### Cinema

#### DC Extended Universe

Barry Allen / Flash interpretato da Ezra Miller in The Flash (2023)

Barry Allen / Flash è uno dei protagonisti del DC Extended Universe (DCEU) dove è interpretato da Ezra Miller, qui è un eccentrico e brillante ragazzo che, come nei fumetti, ha l'incredibile potere di una velocità sovrumana.
- In Batman v Superman: Dawn of Justice (2016), Flash appare quando Bruce Wayne, alias Batman, trova delle foto su dei metaumani e quando viaggia indietro nel tempo per avvertire Bruce della chiave per fermare un imminente nemico.[1]
- In Suicide Squad (2016), Flash fa una breve apparizione in uno dei flashback: è visto sventare una rapina al Capitan Boomerang prima di portarlo in carcere.[2]
- In Justice League (2017), Barry Allen viene reclutato da Bruce Wayne per unirsi alla Justice League, una squadra di eroi formata per fermare il malvagio Steppenwolf, sull'aereo Allen fa amicizia con Wayne e in seguito con Diana alias Wonder Woman, in seguito alla squadra si aggiungono Cyborg e Aquaman nonostante entrambi avessero rifiutato all'inizio, in seguito la Justice League va in una fabbrica in cui alcune persone sono state rapite da Steppenwolf, loro salvano tutti e recuperano una Scatola Madre, prendono la Scatola Madre e la usano, con l'aiuto di Flash, per resuscitare Superman ma quest'ultimo non si ricorda chi è o cosa sia successo e quindi Cyborg lo attacca in quanto ancora non riesce a controllare il suo corpo cibernetico quindi Superman ingaggia con gli altri super eroi una battaglia contrattaccandoli. Quindi grazie all'intervento della sua fidanzata, Lois Lane, fatta intervenire da Batman e portata in loco da Alfred e di cui per fortuna Superman riesce a ricordarsi dopo qualche istante di esitazione riesca a calmarlo e quest'ultima se ne va con il kryotoniano per aiutarlo a ripristinare la sua memoria, la Justice League combatte contro Steppenwolf ma quest'ultimo è troppo potente è lì sopraffa fino a quando Superman, ora con tutti i suoi ricordi riacquistati, combatte contro l'alieno mettendolo al tappeto facilmente; Flash e Superman quindi aiutano a mettere in salvo i cittadini, e dopo un ulteriore scontro sconfiggendo Steppenwolf il quale finendo per avere paura visto a forza soverchiante dei super eroi formanti la Justice League viene attaccato dai suoi stessi Parademoni che lo costringono alla ritirata attraverso un boom tube riportandolo presumibilmente sul suo pianeta di origine Apokolips lasciandosi indietro di lui solo il suo casco; quindi i membri della Justice League, dopo la vittoria, ritornano alle loro rispettive vite compreso Barry Allen che va a visitare suo padre in prigione mostrandogli di aver trovato un nuovo lavoro rendendolo fiero di lui.
- Miller riprende il ruolo di Barry Allen in un cameo della quarta parte del crossover Crisi sulle Terre infinite dell'Arrowverse, al fianco del Flash di Grant Gustin, dove prende l'idea per il nome Flash, dopo che la sua controparte gli spiega come si chiama.
- Miller riprende il ruolo di Barry Allen per un cameo nella prima e unica serie televisiva del DCEU, la prima stagione di Peacemaker (2022) dove lui e lo spietato e letale vigilante pacifista prendono in giro il suo collega Aquaman sul fatto che abbia rapporti sessuali con i pesci.[3]
- Miller riprende il suo ruolo in The Flash (2023), il primo film live action dedicato al personaggio come protagonista.[4][5][6]

#### Film d'animazione
- Il personaggio è uno dei protagonisti del DC Animated Movie Universe e appare nei film d'animazione:
  - Justice League: The Flashpoint Paradox (2013)
  - Justice League: War (2014)
  - Justice League: Il trono di Atlantide (2015)
  - Justice League vs. Teen Titans (2016)
  - Justice League Dark: Apokolips War (2020)